# 諾氏原燈籠魚
諾氏原燈籠魚（学名：Protomyctophum normani）为輻鰭魚綱燈籠魚目灯笼鱼科的其中一種。分布于南半球41°S-48°S的海域，為深海魚類，體長可達5.6公分。

## 扩展阅读
維基物種上的相關：諾氏原燈籠魚